# Hauptmannsgrün
Hauptmannsgrün ist ein Ortsteil der Gemeinde Heinsdorfergrund im Vogtlandkreis in Sachsen.

## Geografie

### Lage
Hauptmannsgrün liegt östlich von Reichenbach und bildet den östlichen Ortsteil von Heinsdorfergrund. Durch den Ort fließt der Raumbach, dessen Quelle sich östlich des Orts befindet. Hauptmannsgrün liegt im Osten des Naturraumes Vogtland und an der Nordostgrenze des sächsischen Teils des historischen Vogtlands.

### Nachbarorte
| Neumark mit Oberneumark | Schönfels                                   | Ebersbrunn |
| Oberheinsdorf           | Kompassrose, die auf Nachbargemeinden zeigt | Voigtsgrün |
|                         | Oberheinsdorf                               |            |

## Geschichte

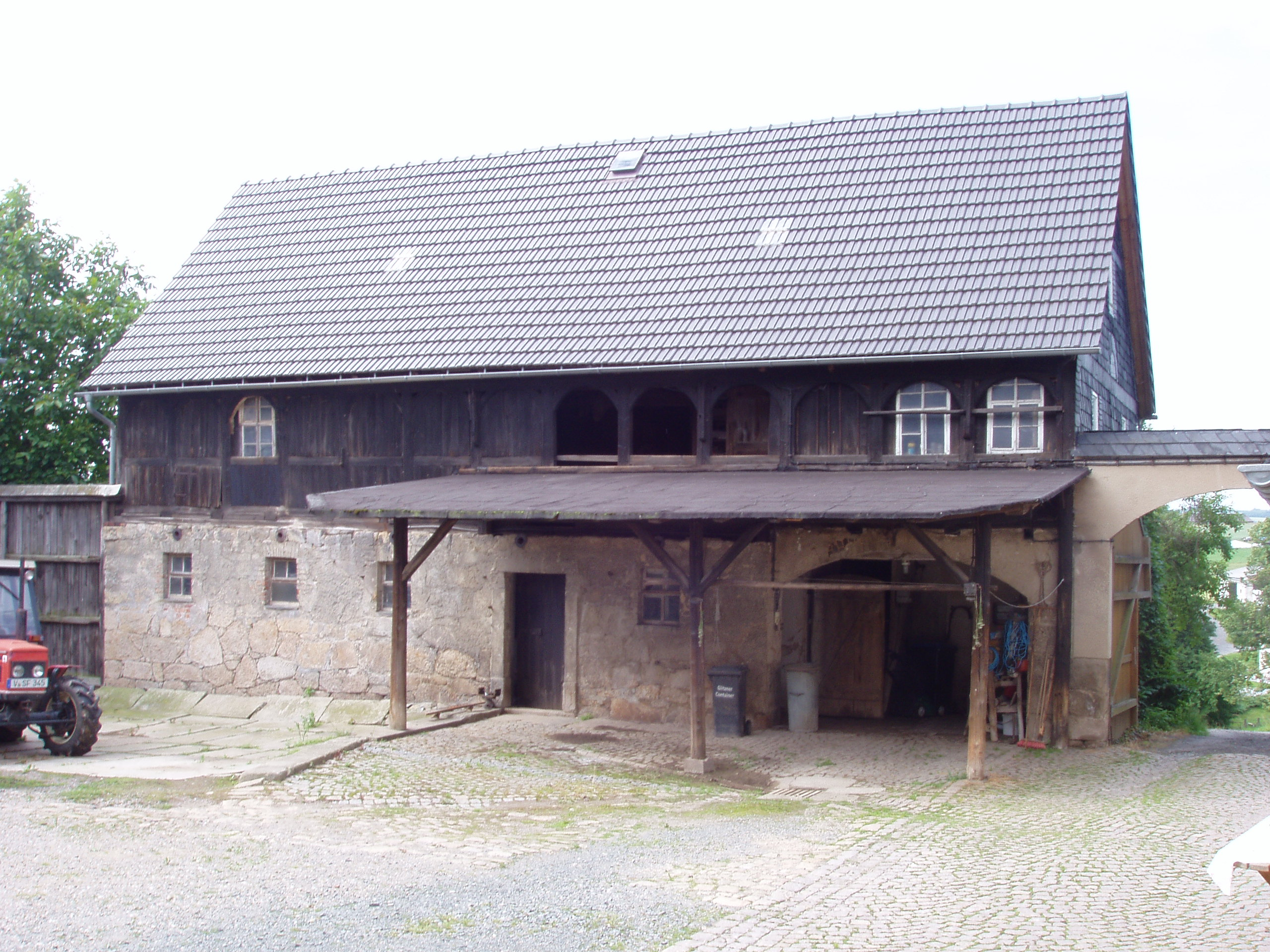
Stallgebäude mit Laubengang in Hauptmannsgrün

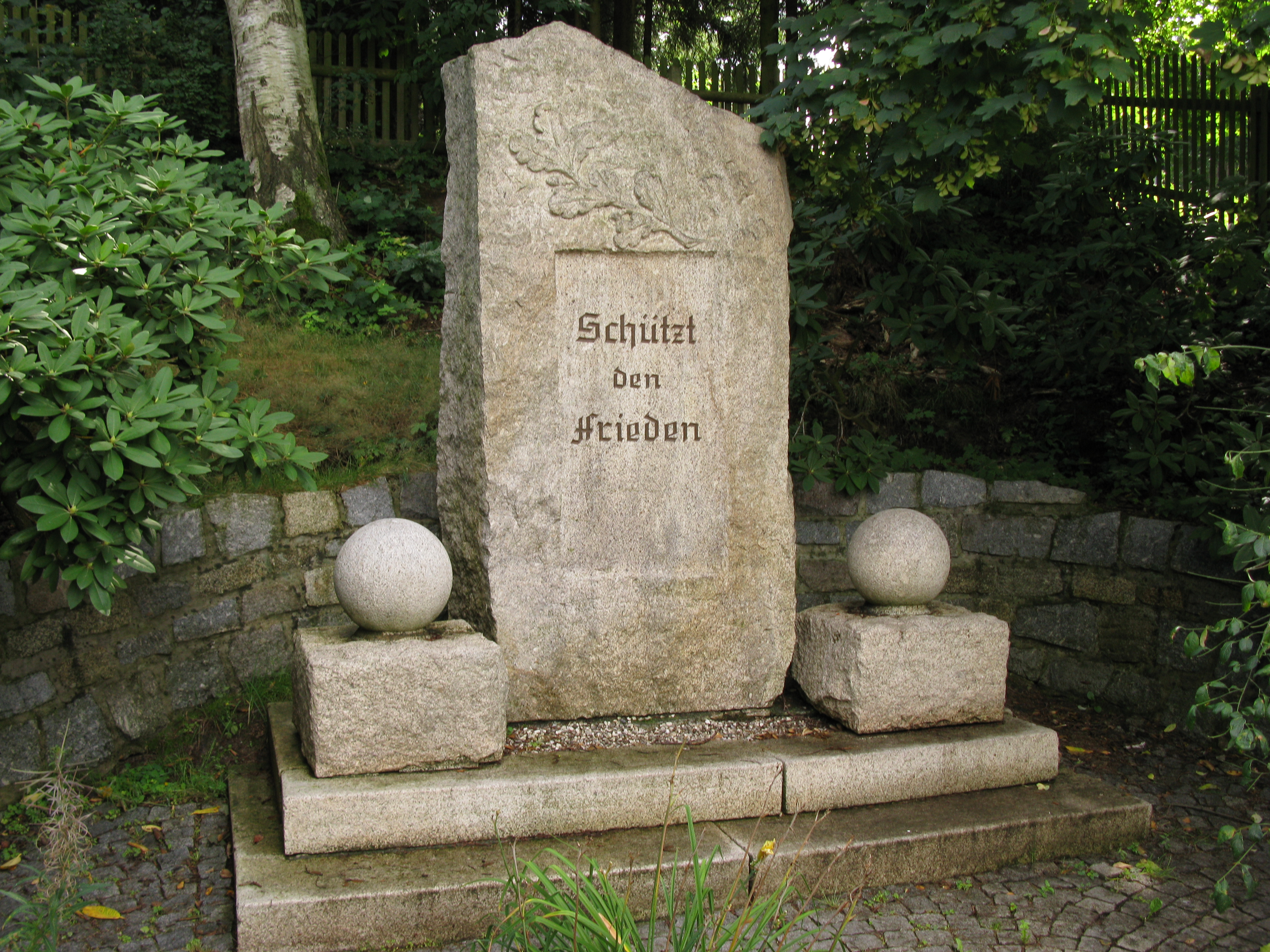
Hauptmannsgrün, Kriegerdenkmal

Das Waldhufendorf Hauptmannsgrün wurde erstmals 1367 in einem Privilegiertenbrief des Kaisers Karl IV. urkundlich erwähnt. In den Kirchenbüchern des Kirchensprengels Waldkirchen, in den Hauptmannsgrün kirchlich gehörte, wurde der Ort schon 1140 urkundlich erwähnt. Auf eine frühe Besiedlung des Gebiets deutet auch eine frühdeutsche Ringwallanlage aus dem 13. Jahrhundert hin. Deren Reste befinden sich noch heute östlich der „Waldkirchner Straße“. Der ursprüngliche Name des Orts war „Hartmannsgrün“, was so viel wie „Rodesiedlung eines Hartwig bzw. Hartmann“ bedeutet.
Die Grundherrschaft über Hauptmannsgrün lag ab dem 16. Jahrhundert beim Rittergut Neumark, welches lange Zeit im Besitz der Zwickauer Familie Römer war. Somit gehörte Hauptmannsgrün bis 1856 zum kursächsischen bzw. königlich-sächsischen Amt Zwickau im Erzgebirgischen Kreis. Die Nachbarorte Ober- und Unterheinsdorf gehörten im Unterschied zu Hauptmannsgrün zum Amt Plauen im Vogtländischen Kreis. 1856 wurde Hauptmannsgrün wie die ebenfalls bis dahin zum Rittergut Neumark gehörigen Orte im einstigen Amt Zwickau dem Gerichtsamt Reichenbach und 1875 der Amtshauptmannschaft Plauen angegliedert. In der zweiten Hälfte des 19. Jahrhunderts wurde zwischen Hauptmannsgrün und Oberneumark Bergbau auf Eisenerz betrieben. Im Jahr 1860 wurde die Grube „Thekla“ von der Königin Marienhütte in Cainsdorf übernommen. Nachdem diese die Produktion von Roheisen im Hochhofen im Jahr 1893 einstellte, kam auch der Bergbau in Hauptmannsgrün zum Erliegen. 1940 erfolgte die Gründung der Freiwilligen Feuerwehr Hauptmannsgrün.
Durch die zweite Kreisreform in der DDR kam Hauptmannsgrün im Jahr 1952 zum Kreis Reichenbach im Bezirk Chemnitz (1953 in Bezirk Karl-Marx-Stadt umbenannt), der ab 1990 als sächsischer Landkreis Reichenbach fortgeführt wurde und 1996 im Vogtlandkreis aufging. Im Jahr 1991 wurde an das Feuerwehrhaus der Freiwilligen Feuerwehr Hauptmannsgrün ein Versammlungsraum angebaut, der auch gleichzeitig als Dorfgemeinschaftsraum von den Bürgern für Feiern genutzt werden kann.
Zum 1. Januar 1994 wurde Hauptmannsgrün mit Oberheinsdorf und Unterheinsdorf zur Gemeinde Heinsdorf zusammengeschlossen, die sich am 1. April 1994 in Heinsdorfergrund umbenannte.

## Öffentliche Einrichtungen
- Grundschule Hauptmannsgrün
- Kindertagesstätte „Löwenzahn“

## Sehenswürdigkeiten
Die Schwedeneiche ist ein Kulturdenkmal im Nordosten von Hauptmannsgrün. Ein Sühnekreuz in der Ortsmitte wird aufgrund seiner außergewöhnlichen Form „Pfaarkof“ (Pferdekopf) genannt.

## Verkehr
Durch den Ort verläuft die Staatsstraße 282. Der äußerste Südosten der Ortsflur wird auf einem kleinen Stück von der A 72 und der Bahnstrecke Zwickau–Falkenstein begrenzt.
Hauptmannsgrün ist über die PlusBus-Linie 80 des Verkehrsverbunds Vogtland im Stundentakt mit Reichenbach und Netzschkau verbunden. Diese Linie nimmt am Postplatz in Reichenbach am Rendezvous-System teil und bietet Anschlüsse in die ganze Stadt. In Netzschkau wird abwechselnd auf die Linie 83 nach Treuen und die Linie 84 nach Elsterberg durchgebunden.

## Persönlichkeiten
- Alfred Dedo Müller (* 12. Januar 1890 in Hauptmannsgrün; † 4. August 1972 in Leipzig) war ein evangelisch-lutherischer Theologe und Hochschullehrer für Praktische Theologie
- Heinz Blume (* 11. Oktober 1945 in Hauptmannsgrün), Diplomingenieur, Unternehmer und Abgeordneter der letzten Volkskammer der DDR